# Adolf Basler
Adolf Basler (* 13. Mai 1878 in Offenburg; † 21. Januar 1945 in Görlitz) war ein deutscher Mediziner und Hochschullehrer. Zuletzt war er Direktor des Labors für Arbeitsphysiologie der Universität Breslau.

## Leben
Basler war der Sohn des Mediziners und praktizierenden Arztes Wilhelm Basler und dessen Ehefrau Theresia geborene Armbruster. Zu seinen Vorfahren zählte Hans Jakob Christoffel von Grimmelshausen. Nach dem Besuch des Gymnasiums in Offenburg studierte er ab 1897 Medizin an der Universität Tübingen und wechselte später an die Universitäten in München und Leipzig. 
1902 bestand er die ärztliche Staatsprüfung und promovierte im Herbst 1902 zum Dr. med. Nachdem Adolf Basler noch ein Jahr mathematischen Studien in München betrieb, arbeitete er seit 1904 im Physiologischen Institut der Universität Leipzig. 1906 habilitierte er sich an der Universität Tübingen, wo er während des Ersten Weltkrieges als Arzt in einem Reserve-Lazarett tätig war. 1924 war er an der Gründung eines Rassebiologischen Instituts in Tübingen beteiligt. Von 1927 bis 1933 war er in Guangdong in China Professor für Physiologie tätig. Er war in dieser Zeit auch der Vorsteher des Physiologischen Instituts an der 1924 gegründeten Sun-Yat-sen-Universität von Guandong. Daraufhin kehrte er nach Deutschland zurück und war er als Direktor des Labors für Arbeitsphysiologie der Universität Breslau tätig. 
Adolf Basler wurde 1932 in die Deutsche Akademie der Naturforscher Leopoldina aufgenommen. 
Er starb auf der Flucht vor der vorrückenden Roten Armee im Januar 1945 in Görlitz.

## Familie
Im März 1913 heiratete er in Fürth Alice Stoeber, Tochter eines Fabrikbesitzers.

## Schriften (Auswahl)
Adolf Basler widmete sich verschiedenen Bereichen der Physiologie. So ließ er ein Ochrometer zur Blutbestimmung in Kapillaren sowie einen Lichtleiter zur Untersuchung von inneren Organen anfertigen und vervollkommnete Saccharometer. Zu seinen wichtigsten Publikationen zählt:
- Das Gehen und seine Veraenderungen durch verschiedene Umstaende auf Grund Experimenteller Untersuchungen, Canton 1929. (Eintrag im Antiquariat für Medizin)